# Adjouan
Adjouan è una città e sottoprefettura della Costa d'Avorio appartenente al  dipartimento di Aboisso. Conta una popolazione di 28 663 abitanti (censimento 2021).